# Takuya Honda
Takuya Honda (Sagamihara, 17 de abril de 1985) é um futebolista profissional japonês, meio campista, milita no Kashima Antlers.

## Carreira
Honda fez parte do elenco da Seleção Japonesa de Futebol, nas Olimpíadas de 2008.

## Títulos
Seleção Japonesa
- Copa da Ásia: 2011